# Méthode d'Ipatovo

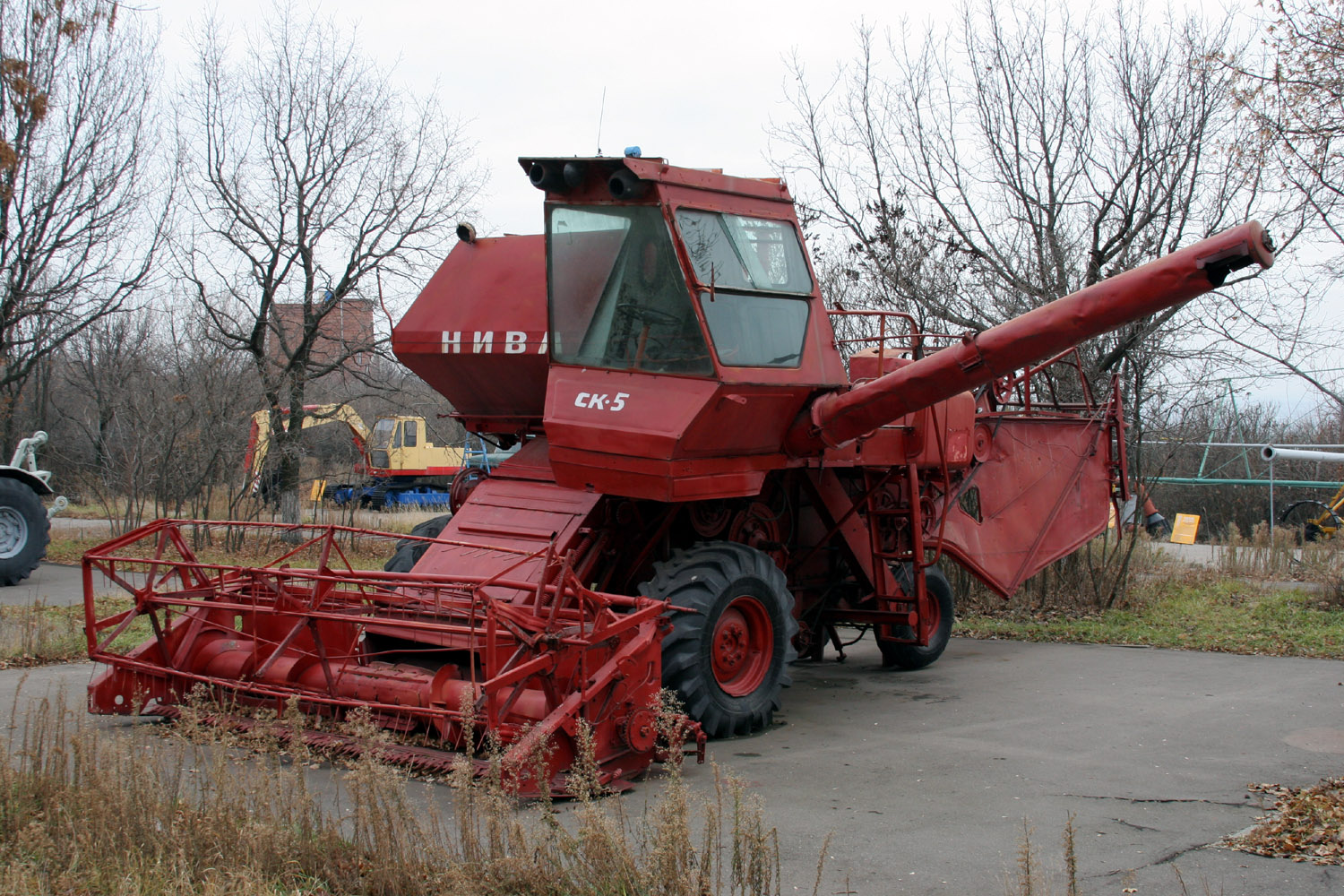
Moissonneuse-batteuse soviétique de la période de la « méthode d'Ipatovo ».

La méthode d’Ipatovo (russe : Ипатовский метод) est une technique de récolte agricole expérimentée en URSS dans le raïon d'Ipatovsky, dans le kraï de Stavropol, à la fin des années 1970 et au début des années 1980. Cette méthode consistait à utiliser des brigades de moissonneuses-batteuses qui récoltent le grain en simultané afin d'augmenter la vitesse et l'efficacité des moissons. L’expérimentation est d’abord une réussite puisqu’elle permet de récolter le grain en un temps record lors de la moisson de 1977. Elle permet à ses initiateurs, dont Mikhaïl Gorbatchev (alors 1er secrétaire du comité régional du Parti à Stavropol) d’être décorés et au territoire d’être mis en avant dans la presse nationale. Le Comité central du Parti communiste décide alors de l'étendre dans d'autres régions de l'URSS comme modèle de méthode efficace.
Le succès de la méthode bénéficie d’un couverture médiatique en URSS importante, avant de retomber progressivement dans l'oubli, lorsque les limites évidentes de l'application de la méthode dans d'autres régions sont découvertes.

## Histoire

### Contexte
La région de Stavropol est une région fertile de l'URSS notamment pour sa production céréalière. L'agriculture est quant à elle un sujet stratégique qui continue de poser de nombreux problèmes aux dirigeants soviétiques malgré les réformes nombreuses de Khrouchtchev dans le domaine. De nombreuses expérimentations continuent d'être lancé pour trouver des moyens d'augmenter la production, les rendements et de manière générale l'efficacité de l'agriculture.

### La récolte de 1977
En 1977, Fiodor Koulakov, membre du Poliburo et secrétaire du Comité Central du Parti communiste de l'Union soviétique, charge Mikhaïl Gorbatchev (son ancien subordonné) d'organiser une nouvelle méthode de récolte dans la district d'Ipatovo, dans lequel il est lui même l'unique candidat pour les élections du Soviet suprême de l'URSS. Gorbatchev, 1er secrétaire du comité régional du Parti à Stavropol charge alors le responsable du district de mettre en œuvre une nouvelle méthode. Au lieu de confier la récolte à de petites équipes dotées de peu de matériel (une moissonneuse-batteuse et quelques camions), la direction organisa des brigades de récolte complète composées d'environ 15 à 20 moissonneuses-batteuses et 15 camions, plus des équipes spéciales chargées de la fourniture de carburant, les réparations, le ravitaillement, les soins médicaux etc.
Alors qu'auparavant, la récolte prenait généralement trois à quatre semaines, les membres de ces brigades terminèrent la récolte en seulement neuf jours.
Saluant cet exploit, le Comité central a appelé d'autres districts à suivre cet exemple glorieux. La Pravda publie dans la foulée un article sur les kolkhozes de Stavropol, comprenant une interview de Gorbatchev. En février, Koulakov s'est vu décerner l'un des titres les plus honorifiques de l'URSS, celui de Héros du Travail Socialiste. Le 1er mars, Gorbatchev a été décoré de l'Ordre de la Révolution d'Octobre par Brejnev, puis c'est le territoire de Stavropol qui reçut la même distinction des mains de Souslov venu célébrer les 250 ans de la ville.

L'année suivante, le district d'Ipatovo battit son propre record de l'année précédente. Cependant, cette méthode se révéla être surtout adaptée aux régions céréalières de plaine et ne produisait pas les résultats escomptés dans les régions septentrionales et orientales du pays. De plus, cette méthode avait un coût non négligeable, qui n'était pas viable à grande échelle. Elle ne fut donc pas généralisé comme imaginée.

### Période contemporaine
En 2017, la région de Stavropol a célébré le 40e anniversaire de la méthode d'Ipatovo. Le gouverneur du kraï de Stavropol, Vladimir Vladimirov a déclaré que cette méthode a rendu célèbre le territoire et que celle-ci « est encore utilisée par les agriculteurs dans de nombreuses régions du pays ».